# مقاطعة جينكينز (جورجيا)
مقاطعة جينكينز (بالإنجليزية: Jenkins County)‏ هي إحدى المقاطعات في ولاية جورجيا في الولايات المتحدة الأمريكية.